# Шевченко Іван Маркович
Іва́н Ма́ркович Шевче́нко (7 липня 1924 — 2006) — радянський військовик, учасник Другої світової війни, командир відділення 173-го гвардійського стрілецького полку 58-ї гвардійської стрілецької дивізії (5-а гвардійська армія, Перший Український фронт), гвардії сержант. Герой Радянського Союзу (1945).

## Біографія
Народився 7 липня 1924 року в селі Лаврівка (нині Долинський район Кіровоградської області) в селянській родині. Українець. Закінчив 9 класів школи.
З початком німецько-радянської війни перебував на тимчасово окупованій території.
До лав РСЧА призваний Долинським РВК у квітні 1944 року. Воював на 3-у та 1-у Українських фронтах. Брав участь у визволенні Правобережної України, бойових діях на території Польщі та Чехословаччини.
Особливо відзначився під час проведення Сандомирсько-Сілезької операції. 19 січня 1945 року у боях за місто Баранув (Польща) під сильним кулеметно-артилерійсько-мінометним вогнем супротивника разом зі своїм відділенням увірвався до міста й автоматним вогнем змусив ворога відступити. Всього за час бою за місто знищив до 40 солдатів супротивника. 24 січня одним із перших форсував річку Одер і автоматним вогнем підтримував переправу інших підрозділів полку.
Демобілізований у 1949 році. Мешкав у Кривому Розі Дніпропетровської області. Працював контролером ВТК на шахті, начальником забезпечення тресту «Житлобуд», електриком Південного гірничо-збагачувального комбінату. Неодноразово обирався депутатом Криворізької міської ради.
Помер у 2006 році.

## Нагороди
Указом Президії Верховної Ради СРСР від 27 червня 1945 року за зразкове виконання бойових завдань командування на фронті боротьби з німецько-фашистськими загарбниками та виявлені при цьому відвагу і героїзм, гвардії сержантові Шевченку Івану Марковичу присвоєне звання Героя Радянського Союзу з врученням ордена Леніна і медалі «Золота Зірка» (№ 7822).
Також нагороджений орденом Вітчизняної війни 1-го ступеня (1985) і медалями.